# Fuerte de São Tiago da Misericórdia
La Fortaleza de São Tiago da Misericordia fue una antigua fortificación ubicada en el muelle de São Tiago (más tarde Calabouço), al pie del Morro do Descanso (más tarde llamada Morro do Castelo), entre las playas de Piaçaba y Santa Luzia (hoy desaparecidas), en lo que hoy es el centro histórico de la ciudad de Río de Janeiro, Brasil.

## Historia

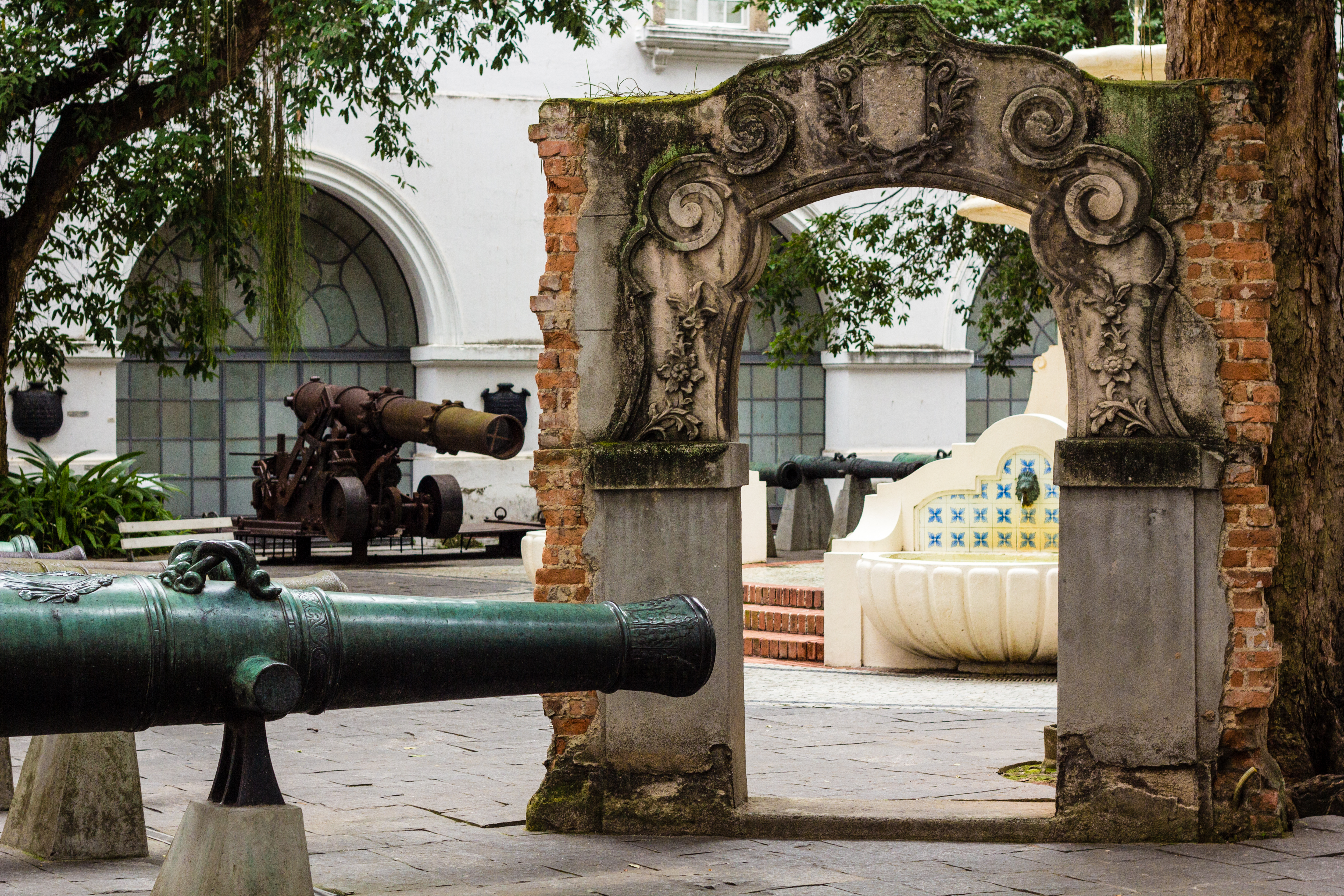
Arco en el patio de los cañones del antiguo Fuerte de São Tiago, en el Museo Histórico Nacional.

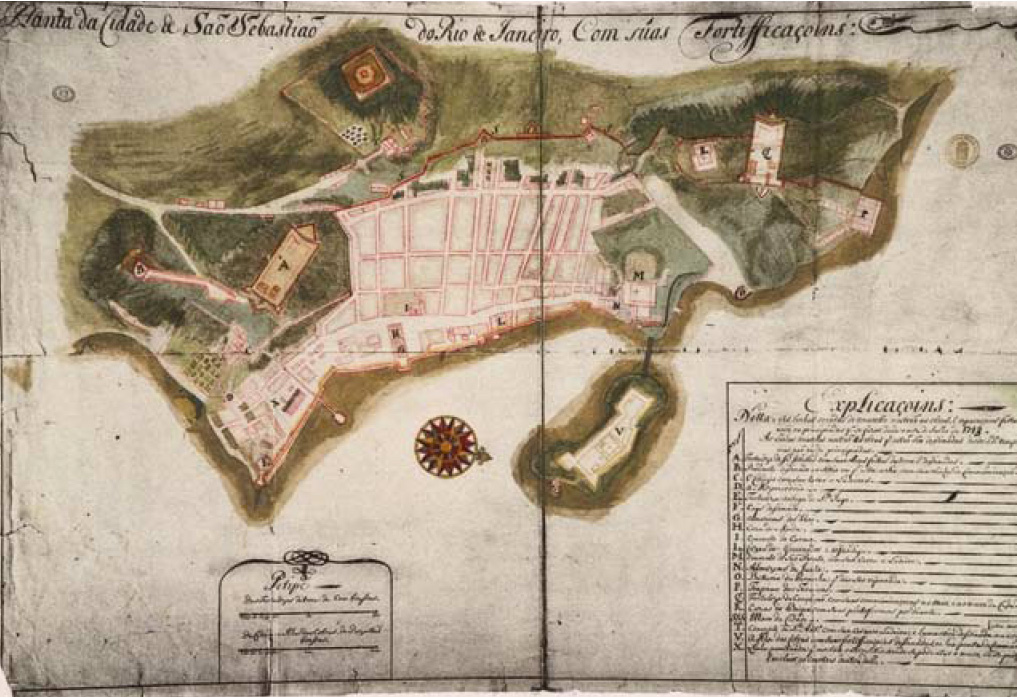
Plano de la ciudad de São Sebastião de Río de Janeiro con sus fortificaciones (1713).

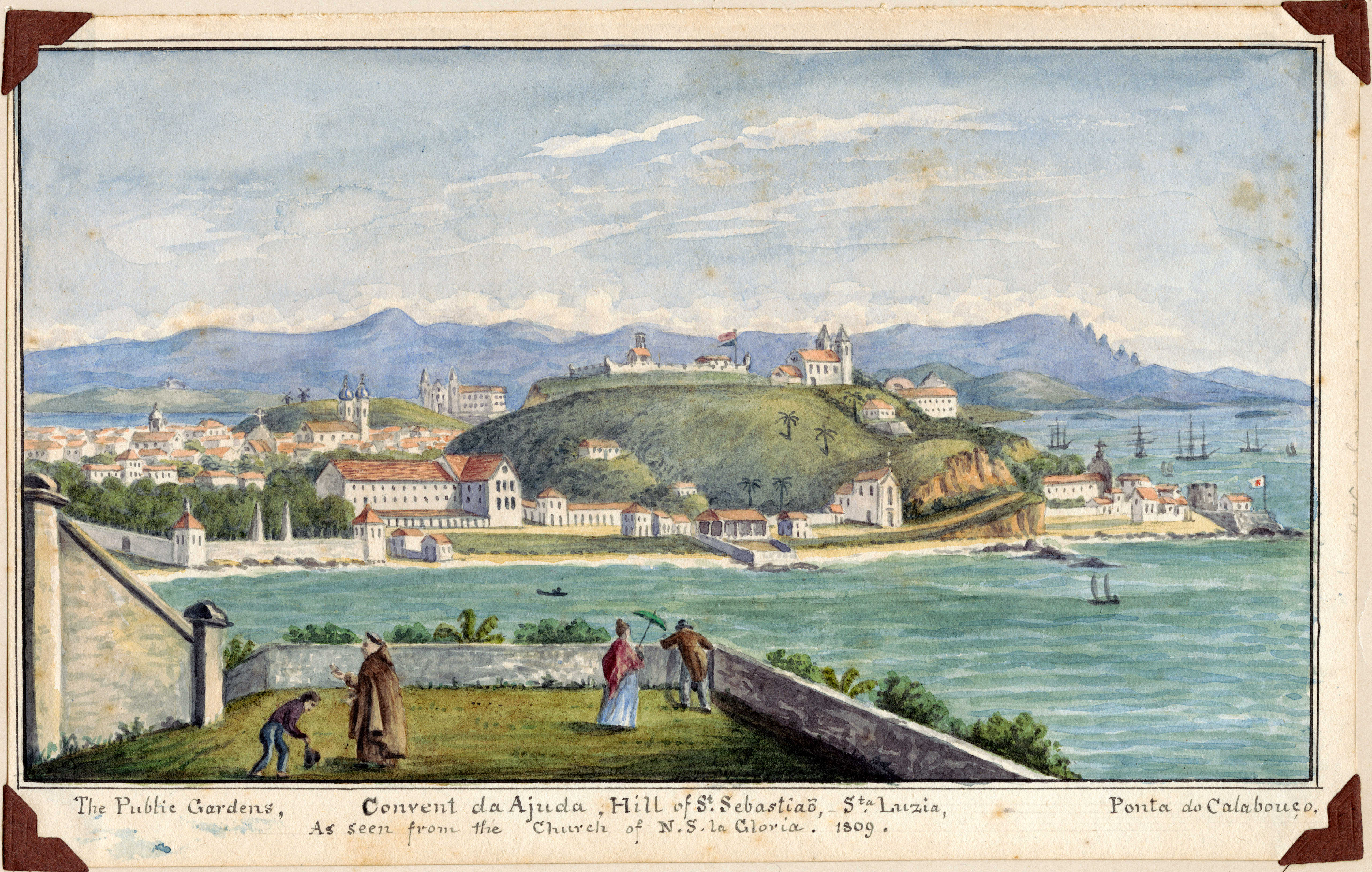
Morro do Castelo, con la Fortaleza y la Iglesia de São Sebastião en la parte superior, en la esquina derecha el Fuerte de São Tiago, junto con la Iglesia de Bonsucesso, y en el ángulo izquierdo el Passeio Público, visto desde la terraza de la Iglesia de Glória, por Richard Bate en 1809.

### Fortificaciones en el siglo XVII
Según investigaciones del Museo Histórico Nacional, la primera estructura en el lugar se remonta a una batería, erigida por fuerzas portuguesas en 1567. En este sentido, era una defensa del fondeadero original de la ciudad, trasladado ese año a la cima del Morro do Descanso, y formaba parte de una serie de obras defensivas iniciadas por el gobernador y capitán general de la capitanía de Río de Janeiro, Mem de Sá (1567-68). Se identifica en el mapa de Jacques de Vau de Claye («Le vrai pourtrait de Geneure et der cap de Frie par Jqz de vau de Claye», 1579. Bibliothèque Nationale de France, París), como ”le fort de la [ilegible]“, armado con dos piezas.
Souza se refiere a esta estructura como "Arsenal de Guerra", atribuyéndola al gobernador y capitán general de la capitanía de Río de Janeiro, Martim Correia de Sá (1602-1608), que mandó construir una batería en la base del Morro do Castelo para la defensa de la playa de Santa Luzia (1603), bajo la advocación de São Tiago, cruzando fuegos con la fortaleza de Villegagnon..
Está cartografiada como Forte de São Tiago por João Teixeira Albernaz, el viejo («Capitania do Rio de Janeiro», 1631. Mapoteca do Itamaraty, Rio de Janeiro), y por João Teixeira Albernaz, el joven («Aparência do Rio de Janeiro», 1666. Mapoteca do Itamaraty, Rio de Janeiro). Durante el gobierno de Duarte Correia Vasqueanes (1645-1648), se construyó una cortina de muralla que la unía a la Fortaleza de São Sebastião do Castelo, en lo alto del Morro do Castelo . Fue reconstruido en 1696 por el gobernador Sebastião de Castro Caldas (1695-1697) .

### El siglo XVIII
Cuando el corsario francés René Duguay-Trouin invadió en septiembre de 1711, el fuerte estaba armado con una sola pieza . Sin embargo, una fuente francesa contemporánea indica que estaba armado con diez piezas.
Es identificado por el Brigadier Ingeniero Jean Massé bajo el epígrafe "E. Fortaleza antiga de São Thiago" (Plano de la ciudad de São Sebastião do Rio de Janeiro con sus fortificaciones, 1713. Arquivo Histórico Ultramarino, Lisboa) (Plano de Defesa do porto e cidade do Rio de Janeiro, 1713. Servicio Geográfico del Ejército, Río de Janeiro). Este Capitán de Ingenieros francés, después de las invasiones de corsarios franceses en 1710 y 1711, por orden del Rey D. João V (1705-1750), «en 1712 pasó con el grado de brigadier a Brasil para examinar y reparar las fortificaciones de aquel Estado» . Aparece como "Fuerte de S. Thiago", distinto de la batería de la playa de Santa Luzia, en la carta de André Vaz Figueira (Carta Topografica da Cidade de S. Sebastião do Rio de Janeiro, 1750. Mapoteca do Itamaraty, Río de Janeiro), encargado por Gomes Freire de Andrade (1733-1763) para mostrar las obras de su gobierno.

A finales del siglo XVIII (c. 1768-1769), fue conectado por una cortina al Arsenal do Trem, según diseño del brigadier ingeniero Jacques Funck. Al mismo tiempo, estaba representado en un proyecto anónimo atribuido a José Custódio de Sá e Faria (Plano da Cidade do Rio de Janeiro Capital do Estado do Brasil, 1769. Mapoteca do Itamaraty, Rio de Janeiro) como "Forte do Calabouço", con una planta en forma de dos medias lunas unidas por cortinas. Así, la información comúnmente aceptada de que este nombre se remonta al gobierno del Virrey Luís de Vasconcelos e Souza (1779-1790), que creó una prisión donde se mantenía a los esclavos que oficialmente sufrían castigos corporales, evitando esta exposición en lugares públicos. El virrey D. José Luís de Castro (1790-1801) la reparó y reforzó la estructura.

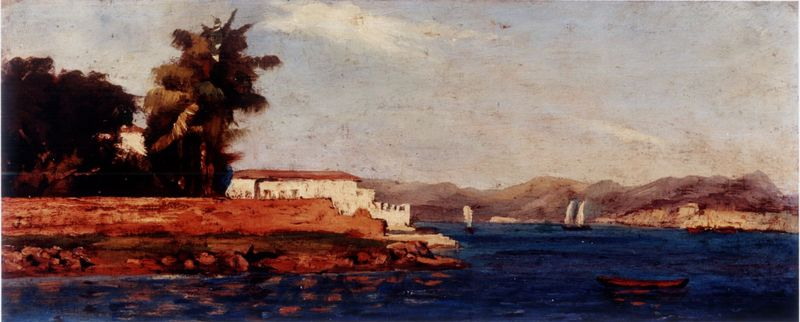
Ponta do Calabouço, con la antigua Casa do Trem, parte del antiguo Fuerte de São Tiago, hoy Museo Histórico Nacional.

### Del siglo XIX a nuestros días
El Fuerte albergó, en sucesivas etapas de ocupación, el Cuartel de la Guardia del Virrey, la Casa del Tren de Artillería (1762), el Arsenal de Guerra (1822) y el Cuartel (1835). Sousa informa que el fuerte estaba armado en la época (1885) con siete piezas en batería 

En la época del derrumbe del Morro do Castelo, durante el gobierno del alcalde del entonces Distrito Federal, Carlos Sampaio (1920-1922), para las celebraciones del Centenario de la Independencia (1922), el conjunto arquitectónico al que pertenecía el fuerte dio paso al Palacio de las Grandes Industrias de la Exposición Internacional, inaugurado el 11 de octubre de 1922. Los restos de sus murallas fueron demolidos en 1939 . Una pequeña parte de ellos se conservó a finales del siglo XX en la restauración del edificio de la Casa do Trem, actual Museo Histórico Nacional, decorada con dos piezas de artillería desmontadas.

Exposición Internacional de 1922, al fondo la demolición del Morro do Castelo, el Pabellón de las Indústrias, antiguo Forte São Tiago, está a la izquierda.